# Rudolf Haferkorn
Rudolf Haferkorn (21 août 1896 - 27 octobre 1987) est un espérantiste allemand.

## Biographie
Rudolf Haferkorn nait le 21 août 1896 à Zittau, en Allemagne.